# Hörzu (Label)
Hörzu war ein Musiklabel der gleichnamigen Programmzeitschrift.

## Die Hörzu-Schallplattenedition

Label des Albums Help! der Beatles, 1965

Label des Albums Eine Stunde für dich von Howard Carpendale, 1980

Die Radio- und Fernsehprogrammzeitschrift Hör zu (heute Hörzu) hatte 1963 eine Schallplattenedition gleichen Namens geschaffen, in der Lizenzproduktionen, zunächst der Major-Labels EMI Electrola und Teldec, später auch anderer Hersteller wie der Polydor und zuletzt der CBS vertrieben wurden. Zunächst wurden jeden Monat drei Platten veröffentlicht. Die LPs wurden mit Eigenanzeigen in der Zeitschrift beworben und über den Handel, auch über den Versandhandel, zum Preis von 18 DM vermarktet. Die ersten Produktionen waren Klassikaufnahmen von Maria Callas, Herbert von Karajan und den Wiener Philharmonikern, dann folgten Popmusik-Aufnahmen etwa der Beatles (Please Please Me und andere Knüller, 1964), The Rolling Stones (Got Live If You Want It!, 1967), The Beach Boys, The Monkees und The Mamas and Papas, auch leichter Jazz von der WDR Big Band Köln/Peter Herbolzheimer, Joe Cocker, dem Count Basie Orchestra, Eugen Cicero, Jacques Loussier oder Herbie Mann, Unterhaltungs- und Tanzmusik etwa von Herb Alpert & The Tijuana Brass, James Last, Max Greger, Paul Kuhn und Günter Noris.
Die Auswahl war „aufs Gemüt“ der Hörzu-Leserschaft abgestimmt; nach Meinung des damaligen Electrola-Pressesprechers Herfried Kier waren die Hörzu-Platten „die ersten echten Volkslangspielplatten, die selbst der kleinste Händler auf dem Lande gut verkaufen kann.“ Nach 1970 erweiterte man mit der Musik progressiver Bands wie Steppenwolf, Deep Purple, Pink Floyd und deutscher Gruppen wie Can, Eloy oder Kraftwerk den Hörzu-Katalog. Die Produktion endete Anfang der 1990er Jahre mit Schallplatten u. a. von Udo Jürgens und Howard Carpendale sowie Diskomusik (Keep on Jogging, 1994).
Als Hörzu-Schallplatten erschienen einige Besonderheiten, so 1965 das Album Golden Boy Elvis von Elvis Presley, das zurückgezogen werden musste, weil keine Absprachen mit dem Management des Sängers getroffen worden waren, und erst 1981 veröffentlicht werden durfte (wieder bei Hörzu). Ein kleiner Teil der Auflage war jedoch ausgeliefert worden – heute gesuchte Sammlerstücke. Erstmals in Deutschland erschien als Hörzu-Platte 1971 das Beatles-Album Magical Mystery Tour; in einer Zusammenarbeit mit Apple Records war dies weltweit die erste tatsächliche Stereoveröffentlichung des Albums: sie erschien fünf Jahre früher als in Großbritannien.

## Hörzu Black Label

Label des Albums Haboob, produziert von Olaf Kübler, 1971

Zusätzlich schuf man um 1968 ein Sublabel mit der Bezeichnung Hör Zu Black Label. Dort wurde Musik veröffentlicht, die als avantgardistisch galt. In Lizenz der ursprünglichen Labels wie WERGO erschienen dort bis 1972 eine Reihe von Aufnahmen im Bereich von elektronischer und Neuer Musik, Krautrock, Kabarett, Liedermachern (Da singt wer) bis Progressive Rock, Fusion und Free Jazz etwa von John und Alice Coltrane, Friedrich Gulda (Vienna So Blue), Hans-Joachim Hespos, Gerard Hoffnung, Rolf & Joachim Kühn (Monday Morning), György Ligeti, Gunther Schuller (Jazz at the Opera), Soft Machine, Steve Miller Band, Helmut Qualtinger, Dieter Schnebel, Karlheinz Stockhausen, Vanilla Fudge (The Beat Goes On), Miroslav Vitouš (The Bass), Iannis Xenakis und Bernd Alois Zimmermann.